# Шербур-ан-Котантен
Шербур-ан-Котантен (фр. Cherbourg-en-Cotentin) — новая коммуна на северо-западе Франции, находится в регионе Нормандия, департамент Манш. Центр округа Шербур. Расположена в 123 км к север-западу от Кана, на побережье Ла-Манш, в северной части полуострова Котантен. Со столицей региона городом Кан Шербур-ан-Котантен связывает автомагистраль N13. В центре города находится железнодорожный вокзал Шербур, конечная станция линии Мант-ла-Жоли―Шербур.
Коммуна Шербур-ан-Котантен образована 1 января 2016 года путём слияния города Шербур-Октевиль и его пригородов Керкевиль, Ла-Гласери, Турлавиль и Экёрдрвиль-Энвиль.
Население (2018) — 79 144 человека.

## История

### Происхождение
Дата основания Шербура не может быть установлена точно, хотя несколько местных историков, включая Роберта Лерувиллуа, ведут происхождение города от основанного галльским племенем унелов поселения Кориалло. По мнению Пьера-Ива Ламберта, кельтский элемент корио означает «армия, отряд», а элемент валло похож на латинский валлум, что вместе может означать «крепость» или «форт». В 56 году полуостров Котантен был завоёван Квинтом Титурием Сабином. В Кориалло был размещён небольшой гарнизон и построен каструм для обороны от нападений саксов. В 497 году эту территорию вместе со всей Арморикой приобрёл франкский король Хлодвиг. В V—VI веках местные жители были крещены Святым Этерптьолем (Saint Éreptiole) и его преемниками.
Полуостров Котантен был первой территорией, завоёванной викингами во время их вторжения в IX век. Викинги разграбили порт, и с новым названием он появился на картах в начале X века уже с латинизированным названием — Carusburg, затем Carisburg, Chiersburg, Chieresburg. Карусбург означал «болотную крепость» в переводе со староанглийского. Со временем [ч] стало произноситься как [ш] и Шербур получил своё нынешнее имя.

### Средние Века
После образования Нормандского герцогства в 911 году Шербур вместе со всем полуостровом Котантен стал его частью.
Перед лицом английской угрозы, герцог Ричард III укрепил фортификационные сооружения Шербурского замка, как других крупных опорных пунктов на Котантене. В 1053 году город был одним из четырёх главных городов герцогства Вильгельма Завоевателя и получил аннуитет на бессрочное содержание ста нуждающихся.
В 1139 году, во время войны за наследование Англо-Нормандской короны, Шербур после двух месяцев осады сдался войскам короля Стефана и только в 1142 году был отвоёван Жоффруа Анжуйским, жена которого, императрица Матильда, три года спустя основала в Шербуре аббатство Нотр-Дам-дю-Вё.
Во время завоевания Нормандии Филиппом Августом в 1204 году Шербур был взят без боя. Его стратегическое положение, как ключа к французскому королевству наряду с Кале, делало город объектом многочисленных нападений английских и французских войск во время Столетней войны. Имея один из самых сильных замков в мире, Шербур за время войны шесть раз переходил из рук в руки, но всякий раз в результате соглашений; местный замок ни разу не был взят штурмом. 28 апреля 1532 года Шербур с большой помпой посетил король Франциск I. Жиль де Губервиль описывал Шербур того времени как укреплённый город с населением в 4 тысячи жителей, защищённый разводными мостами у трёх главных ворот, которые постоянно охранялись и закрывались от заката до рассвета. В юго-восточной части города располагался, защищённый широкими рвами и обладавший донжоном и двенадцатью башнями.
Шербур не пострадал во время Религиозных войн, разделивших Нормандию. Город был хорошо укреплён и умело управлялся наместником Нормандии и губернатором Шербура Жаком де Матиньоном. Благодаря ему Шербур оставался верен Генриху III, а затем Генриху IV, в то время как большую часть Нормандии контролировала Католическая лига.

### Новое время
Король Людовик XIV в дополнение к двум основным портам — Бресту на Атлантическом побережье и Тулону на Средиземном море — решил построить новый порт на обращённой к Англии стороне Ла-Манша с целью укрытия там проходящих судов. В 1686 году Вобан предложил укрепить Шербурский порт и закрыть его со стороны моря двумя валами, но в итоге предпочёл создать крупный военный порт в Ла-Уге, расположенном в северо-восточной части Котантена.
Торговый порт, построенный на нынешнем месте между 1739 и 1742 годами, был опустошён в августе 1758 года англичанами во время Семилетней войны. Британцы ненадолго оккупировали город, разрушили военные здания и склады. В последующие годы стратегическое значение Шербура, превратившегося во второстепенный порт, заметно уменьшилось. Новый толчок развитию города решил дать Людовик XVI, запустивший проект модернизации порта на Ла-Манше. Работы были начаты в 1779 году, но техника не выдерживала штормы, и работы были приостановлены в 1788 году, а с началом Революции и вовсе прекращены.
Первый консул Наполеон Бонапарт задумал превратить Шербур в крупный военный порт для вторжения в Великобританию. Он приказал возобновить работы по строительству морской стены, вырыть внешнюю военную гавань и построить новый арсенал. После визита в город в 1811 году Наполеон сделал Шербур морской префектурой, центром одного из округов департамента Манш и местом расположения суда первой инстанции. Работы по строительству центральной морской стены, прерванные снова между 1813 и 1832 годами, закончились уже при Наполеоне III в 1853 году, а восточной и западной стен — только в 1895 году. 16 августа 1830 года свергнутый с престола король Карл X отправился в изгнание из военного порта Шербура в Великобританию. В 1828 году Шербур приветствовал прибытие корабля Бель Пуль, вернувшего на родину останки Наполеона I. Спустя 30 лет, по случаю прибытия Наполеона III на открытие железнодорожной линии из Шербура в Париж, в городе была установлена конная статуя Наполеона I, созданная скульптором Арманом Ле Велем.
С 1847 года географические и технические свойства порта Шербур привлекали судоходные компании, связывающие европейские порты с восточным побережьем Соединённых Штатов. С середины 60-х годов XIX века корабли делали остановку в гавани Шербура перед уходом в Атлантику. 10 апреля 1912 года, вскоре после выезда из Саутгемптона, в Шербуре свою первую остановку совершил Титаник. 31 июля 1909 года царь Николай II и президент Франции Арман Фалльер встретились в Шербуре для того, что подчеркнуть франко-русский союз. Во время Первой мировой войны работа порта была полностью приостановлена. Шербур стал местом прибытия техники, британских и американских войск, а также эвакуации раненых. После войны Шербур стал главным портом, через который эмигранты уезжали из Европы в США.

### XX век
Во время Второй мировой войны немецкая армия оккупировала север Франции и укрепила береговую линию, опасаясь вторжения со стороны Англии. Как глубоководный порт, хорошо защищённый от морского нападения, Шербур важное имел стратегическое значение.
Немцы заняли город 17 июня 1940 года. Четыре года спустя, Шербур, единственный глубоководный порт в регионе, был главной целью американских войск, которые высадились на пляже Юта во время Битвы за Нормандию. 21 июня 1944 года американские войска окружили город. После яростных уличных боёв и ожесточённого сопротивления со стороны немецкого гарнизона 37 000 немецких солдат сдались 26 июня. После разминирования и ремонта порт, полностью разрушенный немцами и бомбардировками, до окончания войны был крупнейшим портом в мире, с трафиком, в два раза превышавшим нью-йоркский.
Благодаря срочной реконструкции порта экономическая деятельность в городе быстро возобновилась. Послевоенный бум привёл к модернизации экономики. При президенте Де Голле Шербур с 1964 года стал центром строительства подводных лодок с ядерными баллистическими ракетами. С конца 1960-х годов в районе Шербура возникла атомная промышленность благодаря строительству атомной станции в Фламанвиле и завода по переработке ядерных отходов в Ла-Аге.

## Достопримечательности
- Аббатство Нотр-Дам-дю-Вё, основанное в 1145 году
- Конная статуя императора Наполеона I
- Шато де Равале XVI века
- Собор Святой Троицы XV века в готическом стиле
- Форт дю Руль, возведённый в XIX веке для обороны порта
- Итальянский театр XIX века
- Здание морского вокзала
- Ботанический сад и музей Эмманюэля Ляи, уроженца Шербура
- Музей изящных искусств Тома Анри (Musée Thomas-Henry)

## Экономика
Шербур является крупным промышленным центром национального значения.
Структура занятости населения:
- сельское хозяйство — 0,3 %
- промышленность — 15,2 %
- строительство — 4,0 %
- торговля, транспорт и сфера услуг — 40,9 %
- государственные и муниципальные службы — 39,6 %

Уровень безработицы (2018) — 14,0 % (Франция в целом —  13,4 %, департамент Манш — 10,4 %). 

Среднегодовой доход на 1 человека, евро (2018) — 21 160 (Франция в целом — 21 730, департамент Манш — 20 980).

## Демография
Динамика численности населения, чел.

## Администрация
Пост мэра Шербур-ан-Котантена с 2016 года занимает социалист Бенуа Арриве (Benoît Arrivé). На муниципальных выборах 2020 года возглавляемый им список социалистов победил во 2-м туре, получив 46,14 % голосов (из четырех списков).
| Период | Период | Фамилия           | Партия                  | Примечания |
| ------ | ------ | ----------------- | ----------------------- | --- |
| 1980   | 2001   | Жан-Пьер Годфруа  | Социалистическая партия | жестянщик, член Генерального совета департамента, член Регионального Совета Нижней Нормандии, сенатор                                                                                  |
| 2001   | 2012   | Бернар Казнёв     | Социалистическая партия | юрист, член Генерального совета департамента, первый вице-президент Регионального Совета Нижней Нормандии, депутат Национального собрания Франции, премьер-министр Франции (2016-2017) |
| 2012   | 2016   | Жан-Мишель Улегат | Социалистическая партия | территориальный функционер |
| 2016   |        | Бенуа Арриве      | Социалистическая партия | член Регионального совета Нормандии |

## Города-побратимы
- Гором-Гором, Буркина-Фасо
- Пул, Великобритания
- Альмендинген, Германия
- Бремерхафен, Германия
- Нортхайм, Германия
- Дева, Румыния

## Знаменитые уроженцы
- Эммануэль Ляи (1826—1900), ботаник и астроном
- Жорж Сорель (1847—1922), философ и публицист
- Виктор Гриньяр (1871—1935), химик, лауреат Нобелевской премии по химии 1912 года за открытие реактива Гриньяра
- Жан Маре (1913—1998), знаменитый актёр, а также писатель, художник, скульптор и каскадёр
- Ролан Барт (1915—1980), философ и литературовед, семиотик